# Le prestidigitateur D. Devant
Le prestidigitateur D. Devant er en fransk stumfilm fra 1897 af Georges Méliès.